# Лакторис
Лакторис (лат. Lactoris) — монотипный род цветковых растений порядка Перечноцветные. Образует отдельное семейство Лакторисовые (Lactoridaceae). Единственный вид — Лакторис фернандесский (Lactoris fernandeziana) — кустарник, произрастающий только на островах Хуан-Фернандес (Чили).
Из этого кустарника добывают эфирные масла.
Опыляется ветром.

## Систематика
Таксономическая система APG II (2003 года) (без изменений по сравнению с APG 1998 года), признаёт это семейство, причисляя его к отряду Перечноцветные (Piperales) в кладе магнолиды.